# 崔嬉序
崔嬉序（韓語：최희서，1986年12月24日—），本名崔文慶（최문경），韓國女演員、電影導演。

## 成長經歷
崔嬉序童年時期由於父親工作關係，曾在日本大阪就讀五年的小學，還出演過傳統演劇《沈清傳》的主角沈清，國中和高中時期則在美國念書。後來在韓國就讀延世大學新聞廣播學系與英語學系，參加戲劇社並於畢業後繼續與大學同學拍攝短片，進修義大利語及中文，精通五門語言。

## 演藝經歷
2008年在美國加州柏克萊大學獲得公演藝術功勞獎，為第一位獲此殊榮的韓國人，並準備去英國的戲劇學院升學。2009年在電影《舉起金剛》中飾演舉重少女，正式開始演藝圈活動。
2016年與姜河那、朴正民搭檔出演電影《東柱》，飾演日本女子久美，展現了流利的日語實力而獲得關注。
2017年與李帝勳合作拍攝電影《朴烈》，劇中飾演男主角朴烈的日本戀人金子文子，同年獲得釜日電影獎、青龍電影獎、韓國電影評論家協會獎的女子新人獎，並於大鐘獎成為第一位同時獲得最佳女主角及最佳女子新人獎的演員，隔年以該角色獲得百想藝術大獎電影部門女子新人獎。崔嬉序憑藉這部電影總共獲得了11個新人獎，創造了韓國電影史無前例的新紀錄。
2021年，通過Watcha分段式短篇電影《Unframed—螢火蟲》作為電影導演出道，所執導的篇章由童星朴昭怡主演。

### 大鐘獎播出事故
崔嬉序在第54屆大鐘獎獲得新人獎時提及了前作電影《東柱》和《朴烈》以及出道作《舉起金剛》並表達了作為演員的感想，整個獲獎感言持續了4分鐘左右，她自己也害羞地說：“感覺再也沒有機會站在這樣的位置上，所以要說的話就變長了。”對此MC申賢俊也鼓勵她：“沒關係，放心說吧。”但在此過程中，TV朝鮮演播室製作組工作人員的聲音原封不動地播出了，從崔嬉序登台開始一直持續著，諸如“不要再說了”、“啊，真的要瘋了”、“她是誰啊”等不耐煩的話語接連不斷。此後，TV朝鮮沒有對演員進行道歉，只是表明“不是工作人員，而是現場觀眾的聲音”的立場。

## 個人生活
2019年9月初，崔嬉序通過個人SNS宣佈將與交往六年的圈外男友結婚，9月28日舉行婚禮。

## 演出作品

### 電影
| 年份   | 片名                | 角色             |
| 2009年 | 舉起金剛            | 宋敏熙           |
| 2010年 | Group study         |                  |
| 2011年 | Mark's Festival     | Jenny            |
| 2012年 | 577計畫             | 文慶             |
| 2013年 | 非常珍貴的愛情      | 鄭PD             |
| 2014年 | Janus               | 恩英             |
| 2014年 | 同心                | 葛楚（Gertrude） |
| 2015年 | 如此美好            | 數學老師         |
| 2016年 | 東柱                | 久美             |
| 2016年 | 視線之間            | 嬉序             |
| 2016年 | 如何分手            |                  |
| 2017年 | 朴烈                | 金子文子         |
| 2017年 | 玉子                | 翻譯             |
| 2017年 | Proj. Get-Up-and-Go | 咖啡廳經理       |
| 2018年 | Our body            | 慈英             |
| 2020年 | 从邪恶中拯救我      | 徐英珠           |
| 2021年 | 亞洲天使            | 崔率             |
| 2021年 | Unframed—螢火蟲     | 自編自導自演     |
| 待公布 | 爆料                |                  |

### 電視劇
| 年份   | 平台  | 劇名           | 角色             |
| 2011年 | MBC   | 就像今天一樣   | Crystina         |
| 2013年 | MBC   | 醜聞           | 文菲序           |
| 2014年 | SBS   | 十月美好的一天 | 羅莎             |
| 2014年 | SBS   | 奔跑吧薔薇     |                  |
| 2016年 | tvN   | Entourage      |                  |
| 2018年 | OCN   | Mistresses     | 韓靜媛           |
| 2018年 | tvN   | 大林           | 林青雅           |
| 2020年 | tvN   | 秘密森林2      | 李幼安           |
| 2021年 | SBS   | 現正分手中     | 黃治淑           |
| 2022年 | TVING | Yonder         | 世莉（聲音出演） |
| 2023年 | ENA   | 跟我說愛我     | （特別出演）     |
| 2024年 | TVING | 或好或壞的東載 | 李幼安           |

### 舞台劇
| 年份   | 劇名              | 角色      |
| 2013年 | Dearest Desdemona | Desdemona |
| 2014年 | 椅子無罪          | 文善美    |
| 2024年 | 樱花乐园          |           |

## 獎項
| 年份 | 頒獎典禮                      | 獎項                                | 作品                                   | 結果 |
| 2017 | 第37屆黃金攝影獎              | 評審委員特別獎                      | 《如何分手》                           | 獲獎 |
| 2017 | 第4屆野花電影獎               | 最佳女配角                          | 《東柱：時代詩情》                     | 提名 |
| 2017 | 第23屆Cine21電影獎            | 年度女子新人演員                    | 《朴烈：逆權年代》                     | 獲獎 |
| 2017 | 第17屆導演選擇獎              | 年度女子新人演技獎                  | 《朴烈：逆權年代》                     | 獲獎 |
| 2017 | 第26屆釜日電影獎              | 新人女子演技獎                      | 《朴烈：逆權年代》                     | 獲獎 |
| 2017 | 第37屆韓國電影評論家協會獎    | 女子新人獎                          | 《朴烈：逆權年代》                     | 獲獎 |
| 2017 | 第18屆釜山電影評論家協會獎    | 新人女演員獎                        | 《朴烈：逆權年代》                     | 獲獎 |
| 2017 | 第38屆青龍電影獎              | 最佳新人女演員                      | 《朴烈：逆權年代》                     | 獲獎 |
| 2017 | 第1屆The Seoul Awards         | 電影部門 女子新人獎                 | 《朴烈：逆權年代》                     | 獲獎 |
| 2017 | 第54屆大鐘獎                  | 最佳女主角                          | 《朴烈：逆權年代》                     | 獲獎 |
| 2017 | 第54屆大鐘獎                  | 最佳新人女演員                      | 《朴烈：逆權年代》                     | 獲獎 |
| 2018 | 第12屆亞洲電影大獎            | 最佳女配角                          | 《朴烈：逆權年代》                     | 提名 |
| 2018 | 第54屆百想藝術大賞            | 電影部門女子最優秀演技賞            | 《朴烈：逆權年代》                     | 提名 |
| 2018 | 第54屆百想藝術大賞            | 電影部門 女子新人演技賞             | 《朴烈：逆權年代》                     | 獲獎 |
| 2018 | 第9屆年度電影獎               | 女子新人獎                          | 《朴烈：逆權年代》                     | 獲獎 |
| 2018 | 第23屆春史電影獎              | 新人女演員                          | 《朴烈：逆權年代》                     | 獲獎 |
| 2018 | 第38屆黃金攝影獎              | 最佳女主角                          | 《朴烈：逆權年代》                     | 獲獎 |
| 2018 | 第1屆Resistance Film Festival | 最佳女主角                          | 《朴烈：逆權年代》、《東柱：時代詩情》 | 獲獎 |
| 2018 | 第23屆釜山國際影展            | 年度女演員                          | 《我們的身體》                         | 獲獎 |
| 2020 | 第7屆野花電影獎               | 最佳女演員                          | 《我們的身體》                         | 提名 |
| 2021 | 第28屆SBS演技大賞             | 迷你劇浪漫及喜劇部門 女子優秀演技獎 | 《現正分手中》                         | 提名 |
| 2021 | 第28屆SBS演技大賞             | 女子最佳角色獎                      | 《現正分手中》                         | 提名 |

## 外部連結
- 崔嬉序的Instagram帳戶
- 崔嬉序在NAVER上的资料
- 崔嬉序在Daum上的资料